# Молода дружина
«Молода дружина» (рос. «Молодая жена») — російський радянський художній фільм-мелодрама, поставлений на Кіностудії «Ленфільм» в 1978 році режисером Леонідом Менакер за мотивами оповідання Ірини Велембовської «За кам'яною стіною» зі збірки «Справи сімейні».
Прем'єра фільму відбулася в грудні 1979 року.

## Зміст
Маня полюбила Володю ще в школі. Пройшли роки, їхні стосунки ставали все серйознішими. Вона дочекалася його з армії. А коли він прийшов, то почав зустрічатися з іншою. Маня заради помсти одружилася з чоловіком, старшим за неї і з дитиною. Та відчула себе в клітці обмежень і нерозуміння. Маня зважується поїхати від чоловіка, щоб здобути освіту.

## Ролі
- Анна Каменкова — Маня Стрельцова
- Владлен Бірюков — Олексій Іванович Терехов
- Галина Макарова — бабуся Агаша
- Сергій Проханов — Володя
- Олена Мельникова — Валя, подруга Мані, сестра Володі (роль озвучила — Олена Драпеко)
- Наталія Назарова — Тамара, продавчиня
- Соня Джишкаріані — Люся, дочка Олексія
- Валентина Владимирова — Руфіна, сестра Антоніни, першої дружини Олексія
- Татьяна Горлова — баба Нюра, тітка Олексія
- Ігор Озеров — Ігор Павлович, голова радгоспу
- Анатолій Рудаков — Міша, чоловік Валі
- Любов Соколова — Єгорівна, мати Володі
- Ігор Ерельт — батько Володі (роль озвучив — Ігор Єфімов)

## В епізодах
- Олена Аржанік — Ангеліна
- Олег Єфремов — залицяльник на весіллі
- Станіслав Соколов — Фотограф на весілля
- Ельвіра Колотухіна — гостя на весіллі
- Олександр Суснін — п'яниця
- Володимир Карпенко, Володимир Студенников, Олена Хотяновська, Олег Хроменков
- У титрах не вказані:
- Гелій Сисоєв — Федя-гармоніст
- Б. Волков — гість на весіллі
- Лідія Доротенко — гостя на весіллі
- Юрій Ароян — покупець

## Знімальна група
- Сценаристка — Ірини Велембовська
- Режисер-постановник — Леонід Менакер
- Головний оператор — Володимир Ковзель
- Головний художник — Всеволод Улітко
- Композитор — Яків Вайсбурд
- Звукооператорка — Галина Горбоносова
- Режисери — І. Мілютенко, К. Самойлова
- Оператори — А. Горьков, Ю. Плешкін
- Монтаж — Ірини Руденко
- Костюми — Діани Мане
- Декорації — Є. Урліної
- Редактори — Є. Печніков, Галина Попова
- Грим — Клавдії Малиш
- Асистенти:
режисера — Е. Бельська, Н. Юганов, А. Болонін
оператора — В. Охапкін
- Директор картини — Володимир Біленький

## Визнання і нагороди
- На 12 Всесоюзний кінофестиваль в Ашхабаді у 1979 р. — приз за найкращу жіночу роль Анні Каменковій.
- Найкращий фільм 1979 року за підсумками щорічного конкурсу журналу «Радянський екран» (1980).